# Crotalus horridus
Crotalus horridus Linnaeus, 1758 è un serpente velenoso della famiglia Viperidae, diffuso nella parte orientale del Nord America, dall'Ontario (Canada) fino al Nebraska e al Texas (Stati Uniti).

## Descrizione
È tipicamente color giallo-marrone, più chiaro al di sotto, con strie nere. La fine della coda si scurisce sino a diventare tutta nera.

## Veleno
Il veleno del C. horridus è ad azione principalmente emotossica, causando tumefazione, danno tissutale, e necrosi, ma gli scienziati hanno isolato esemplari che hanno una significativa componente neurotossica nel veleno, che colpisce il sistema nervoso e circolatorio. Come altre vipere, sono capaci di fare quello che è chiamato un «morso asciutto», col quale il veleno non è iniettato; però ogni morso di serpente velenoso dovrebbe esser considerato serio, perché gli effetti del veleno possono non essere subito avvertiti. Nel 1993, l'erpetologo Mark O'Shea fu morso da un C. horridus e quasi morì.